# God sobaki
God sobaki è un film del 1994 diretto da Semёn Aranovič.